# Bizon
Bizonul (bison) este un gen de animale erbivore masive din categoria rumegătoarelor, aparținând familiei Bovidae, care a fost în trecut foarte răspândit ca animal sălbatic în regiunile emisferei nordice. Singurii reprezentanți în viață ai bizonului le reprezintă cele două varietăți ale sale, bizonul american (Bison bison) și cel european – zimbrul (Bison bonasus).

## Date generale
Bizonul american are masa cuprinsă între 450–1350 kg. Înălțimea la greabăn este de 1,60–1,80 m. Numărul de pui este 1. Durata vieții sale este în jur de 33 ani.
Bizonul american este o bovină sălbatică, fiind înrudit cu bizonul european. Deși seamănă cu cel european există totuși câteva deosebiri. Bizonul american are 15 coaste, în timp ce bizonul european are 14. Bizonul american are patru vertebre lombare, în timp ce bizonul european are cinci.  
Bizonul adult american nu este la fel de înalt și zvelt ca cel european deoarece au picioare mai scurte. Coarnele bizonilor europeni sunt plane cu fețele lor, făcându-le mai adaptate la lupta cu coarne, în același mod ca la bovinele domestice, spre deosebire de bizonul american, care are coarne ce favorizează ciocnirea. Bizonii americani sunt mult mai ușor de domesticit decât verii lor europeni, ei se împerechează mai ușor cu bovinele domestice.
Este cel mai puternic mamifer ce trăiește pe marile câmpii ale Americii de Nord. Bizonul este erbivor și mănâncă frunze. Caută cartofi în timpul verii; licheni, iarbă uscată și mușchi în timpul iernii.

## Comportament

Un grup de imagini de Eadweard Muybridge, setat pe mișcare pentru a ilustra mișcarea bizonului

În timpul sezonului de împerechere, masculii și femelele se strâng împreună în grupuri mari, unde masculii poartă lupte violente între ei. Bizonul american este un animal periculos. El se poate deplasa cu viteze de până la 56 km/h și poate acoperi distanțe lungi în galop. El atacă cu mare viteză, imediat cum își identifică rivalul, lucru care se întâmplă grație unui fin simț al mirosului și al unui auz foarte bun. În trecut, era foarte important pentru indienii nord-americani. Acești oameni urmăreau mișcările sezoniere ale cirezilor, pentru că întreaga lor existență depindea de bizoni dar nu ucideau decât un număr rezonabil, atât cât era nevoie.

## Istorie
Sosirea europenilor și progresul căilor ferate spre vest au adus pierderi majore în rândul bizonilor. Doar câteva sute au supraviețuit și aceștia au fost duși în rezervație pentru a se reproduce. Azi există aproximativ 10.000 de bizoni americani, toți trăind în zone protejate.